# Mnohopilák americký
Mnohopilák americký nebo také kanic americký (Polyprion americanus) je mořská ryba z řádu Acropomatiformes (dříve byla řazena do řádu Perciformes). Může dosáhnout délky přes dva metry a váhy až 100 kg. Vyskytuje se v Atlantském oceánu, obzvlášť hojná je u východního pobřeží USA, kdy bývá také lovena pro maso. Občas bývá zastižena také v oblasti Indo-Pacifiku. Je dravá, její potravu tvoří převážně hlavonožci a korýši. Žije poblíž dna v hloubce až 600 m, často se zdržuje okolo útesů a ztroskotaných lodí, což jí dalo anglický název wreckfish.